# Ctenophorus isolepis
Ctenophorus isolepis är en ödleart som beskrevs av  Fischer 1881. Ctenophorus isolepis ingår i släktet Ctenophorus och familjen agamer.

## Underarter
Arten delas in i följande underarter:
- C. i. citrinus
- C. i. gularis
- C. i. rubens